# Chrysso backstromi
Chrysso backstromi là một loài nhện trong họ Theridiidae.
Loài này thuộc chi Chrysso. Chrysso backstromi được Lucien Berland miêu tả năm 1924.